# Huarinilla
Huarinilla ist eine Ortschaft im Departamento La Paz im südamerikanischen Anden-Staat Bolivien.

## Lage im Nahraum
Huarinilla ist eine Ortschaft im Kanton Pacollo im Municipio Coroico in der Provinz Nor Yungas. Die Gemeinde liegt auf einer Höhe von 1088 m an der Mündung des Río Elena in den Río Huarinilla, der hier zum Río Coroico wird und flussabwärts in den Río Kaka mündet, einen Nebenfluss des Río Beni. 

## Geographie
Huarinilla liegt am Ostrand der Cordillera Real in den bolivianischen Yungas, einer Übergangsregion zwischen dem Hochland der Anden (Altiplano) und dem tropischen Tiefland mit dem Amazonas-Regenwald. Das Klima ist ein typisches Tageszeitenklima, bei dem die mittleren Temperaturschwankungen im Tagesverlauf deutlicher ausfallen als im Jahresverlauf.
Die Jahresdurchschnittstemperatur der Ortschaft liegt bei etwa 22 °C (siehe Klimadiagramm Choro), die Monatsdurchschnittswerte schwanken zwischen 19 °C im Juni/Juli und 23 °C von Oktober bis März. Die durchschnittlichen Tageshöchsttemperaturen liegen ganzjährig zwischen 26 °C und 30 °C, die nächtlichen Tiefstwerte betragen im langjährigen Durchschnitt 11–12 °C im Juni/Juli und 18 °C im Dezember und Januar. Der durchschnittliche Jahresniederschlag beträgt 1300 mm, mit einer kurzen  Trockenzeit bei Monatswerten um 20 mm im Juni/Juli und Monatshöchstwerten von etwa 200 mm von Dezember bis Februar.

## Verkehrsnetz
Huarinilla liegt in einer Entfernung von 93 Straßenkilometern nordöstlich von La Paz, der Hauptstadt des gleichnamigen Departamentos.
Von La Paz aus führt die asphaltierte Nationalstraße Ruta 3 über Cotapata vorbei an Coroico nach Santa Bárbara; von dort verläuft die Ruta 3 weiter in nordöstlicher Richtung über Caranavi, Yucumo und San Ignacio de Moxos nach Trinidad am Río Mamoré. Huarinilla liegt einen Kilometer abseits der ausgebauten Ruta 3, zwei Kilometer bevor die Straße den Río Elena überquert, und drei Kilometer vor der Brücke über den Río Yolosa, wo die Neubaustrecke der Ruta 3 auf die Zufahrt zur alten Ruta 3 (Ruta de la muerte) trifft, die weiter nach Coroico führt.
Huarinilla ist auch Endpunkt des Choro Trek, eines alten Inka-Pfades, der von La Paz aus über die Passhöhe La Cumbre (4727 m) und den Abra Chucura Pass (knapp 5000 m) zu erreichen ist und von Challapampa über die Ansiedlung Korisamaña (Chairo) nach Pacollo am Río Huarinilla führt.

## Bevölkerung
Die Einwohnerzahl der Ortschaft ist im vergangenen Jahrzehnt auf mehr als das Doppelte angestiegen:
| Jahr | Einwohner         | Quelle       |
| ---- | ----------------- | ------------ |
| 1992 | keine Detaildaten | Volkszählung |
| 2001 | 51                | Volkszählung |
| 2010 | 131               | Volkszählung |
| 2024 |                   | Volkszählung |